# Шехзаде Селим (син Ахмеда I)
Шехзаде Селим (тур. Şehzade Selim) је био син султана Ахмеда I и султаније Косем.

## Живот
Шехзаде Селим је син султаније Косем. Из архиве Топкапи-палате је забележено да је рођен 27. јуна 161. године.
Шехзаде Селим је био одојче слабог здравља и преминуо је месец дана након рођења. Сахрањен је у Аја Софији.